# RPA3
RPA3 (англ. Replication protein A3) – білок, який кодується однойменним геном, розташованим у людей на короткому плечі 7-ї хромосоми. Довжина поліпептидного ланцюга білка становить 121 амінокислот, а молекулярна маса — 13 569.
| 10         |  | 20         |  | 30         |  | 40         |  | 50         |
| ---------- |  | ---------- |  | ---------- |  | ---------- |  | ---------- |
| MVDMMDLPRS |  | RINAGMLAQF |  | IDKPVCFVGR |  | LEKIHPTGKM |  | FILSDGEGKN |
| GTIELMEPLD |  | EEISGIVEVV |  | GRVTAKATIL |  | CTSYVQFKED |  | SHPFDLGLYN |
| EAVKIIHDFP |  | QFYPLGIVQH |  | D          |  |            |  |            |

A: Аланін

C: Цистеїн

D: Аспарагінова кислота

E: Глутамінова кислота

F: Фенілаланін

G: Гліцин

H: Гістидин

I: Ізолейцин

K: Лізин

L: Лейцин

M: Метіонін

N: Аспарагін

P: Пролін

Q: Глутамін

R: Аргінін

S: Серин

T: Треонін

V: Валін

Задіяний у таких біологічних процесах, як пошкодження ДНК, репарація ДНК, рекомбінація ДНК, реплікація ДНК, ацетилювання. 
Локалізований у ядрі.